# Szamguk szagi
A Szamguk szagi (hangul: 삼국사기, handzsa: 三國史記, RR: Samguk Sagi; „A három királyság története”) klasszikus kínai nyelven írt, 50 kötetes könyv, amely három koreai királyság, Kogurjo (Goguryeo), Pekcse (Baekje) és Silla történelmét dolgozza fel neokonfucianista stílusban. A dokumentumot 14 tudós Kim Busik (김부식) vezetésével gyűjtötte össze, jórészt kínai forrásokra hagyatkozva, és 1145-re készültek el vele. A Szamguk szagi (Samguk Sagi) a legrégebbi történelemkönyv Koreában, minden korábbi hasonló dokumentum megsemmisült. A koreai három királyság történelmét szinte csak a Szamguk szagi (Samguk Sagi)ból, illetve a Szamguk juszából (Samguk Yusából) ismerni. 2018 óta Dél-Korea egyik nemzeti kincse.

## Tartalma
A könyv 50 kötetes, a kínai történetírás hagyományait veszi alapul. Modellje feltehetően a kínai Sze-ma Csien (Sima Qian) A történetíró feljegyzései (Si-cse (Shiji), 史记) című műve volt. 28 kötetben kronológiai sorrendben évek szerinti lebontásban olvashatóak mindhárom királyság fontos eseményei. Három kötet a királyi udvar eseményeit sorolja fel időrendben, kilenc kötet a hivatalok leírásával, szokásokkal, helységnevekkel foglalkozik, tíz kötet pedig fontos személyek életrajzát tartalmazza. A kötetek jórészt Sillával foglalkoznak, és elfogultak is Silla tekintetében, például csak azokkal a kogurjói (goguryeoi) területekkel foglalkozik a könyv, amelyek később Silla uralma alá tartoztak, a többiről nem esik szó.